# Hellerupgård
Hellerupgård var et landsted beliggende Hellerupgårdsvej 20 i Hellerup nord for København, nuværende Gentofte Kommune.
Oprindeligt hed lystgården Lokkerup, men blev omdøbt af ejeren, justitsråd Johan David Heller, som købte stedet i 1748.
Bygningen, der var et blandt mange nu forsvundne landsteder langs Strandvejen, var opført for konferensråd Erich Erichsen ved den franske arkitekt Joseph-Jacques Ramée i 1802. I 1887 blev Hellerupgård og dens jorder købt af proprietær C.L. Ibsen, der påbegyndte udstykningen af grunde i forstaden. Han frasolgte siden hovedbygningen til baron Gustav Wedell-Wedellsborg.
En halvcirkulær veranda blev påbygget 1904 ved Carl Brummer, der også restaurerede huset. Hellerupgård nåede aldrig at blive fredet. I 1954 blev Hellerupgård revet ned, og Gammel Hellerup Gymnasium bygget på landstedets tidligere grund.
Hellerupgård var opført i den palladianske stil med et fremhævet midterparti, der foroven afsluttes med en trekantsgavl. En gouache af J.F. Bredal på Øregaard Museum, der også er et landsted tegnet af Ramée, viser Hellerupgård.